# C4 (formulaire)
C4 est un document administratif (avec la référence « C4 »), en Belgique, qui donne accès au salarié au statut de « demandeur d'emploi » (ou « chômeur ») et aux droits et obligations associés. Cela prouve le travail effectué.
Le motif du licenciement doit être indiqué sur le C4.
Un « C4 » est délivré par l'Office national de l'emploi (ONEM), est rempli par l'employeur au plus tard le dernier jour ouvrable et remis au salarié, qui remet le document à l'établissement de paiement ou au syndicat, qui le transmet à l'ONEM.
Il y a des versions différentes de C4 :
- C4 éducation : preuve d'emploi après un emploi dans un établissement d'enseignement
- C4 travailleur temporaire : preuve d'emploi du travailleur temporaire
- C4 Retraite anticipée et C4 retraite anticipée mi-temps : justificatif d'emploi (retraite anticipée mi-temps)
- C4.2 et C.4.2bis : preuve d'emploi après faillite